# Henry Winneke
Sir Henry Arthur Winneke (Melbourne, 20 de Outubro de 1908 – 28 de Dezembro de 1985) foi Chefe de Justiça do Supremo Tribunal de Victoria e serviu como 21º Governador de Victoria entre 1974 e 1982.